# Yamila Nizetich

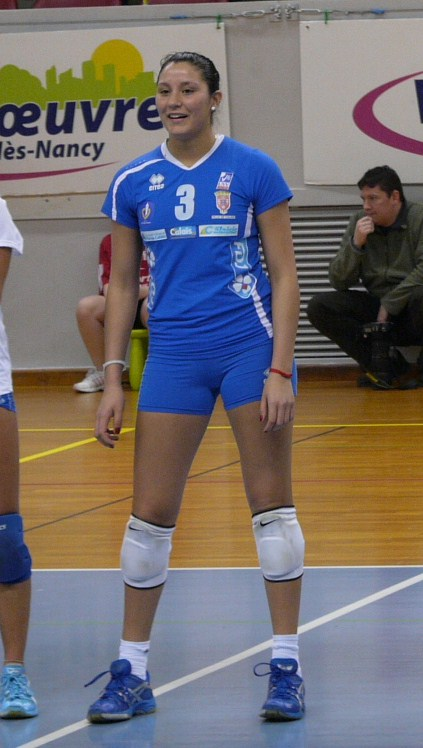
Yamila Nizetich zawodniczką SÉS Calais w sezonie 2010/2011

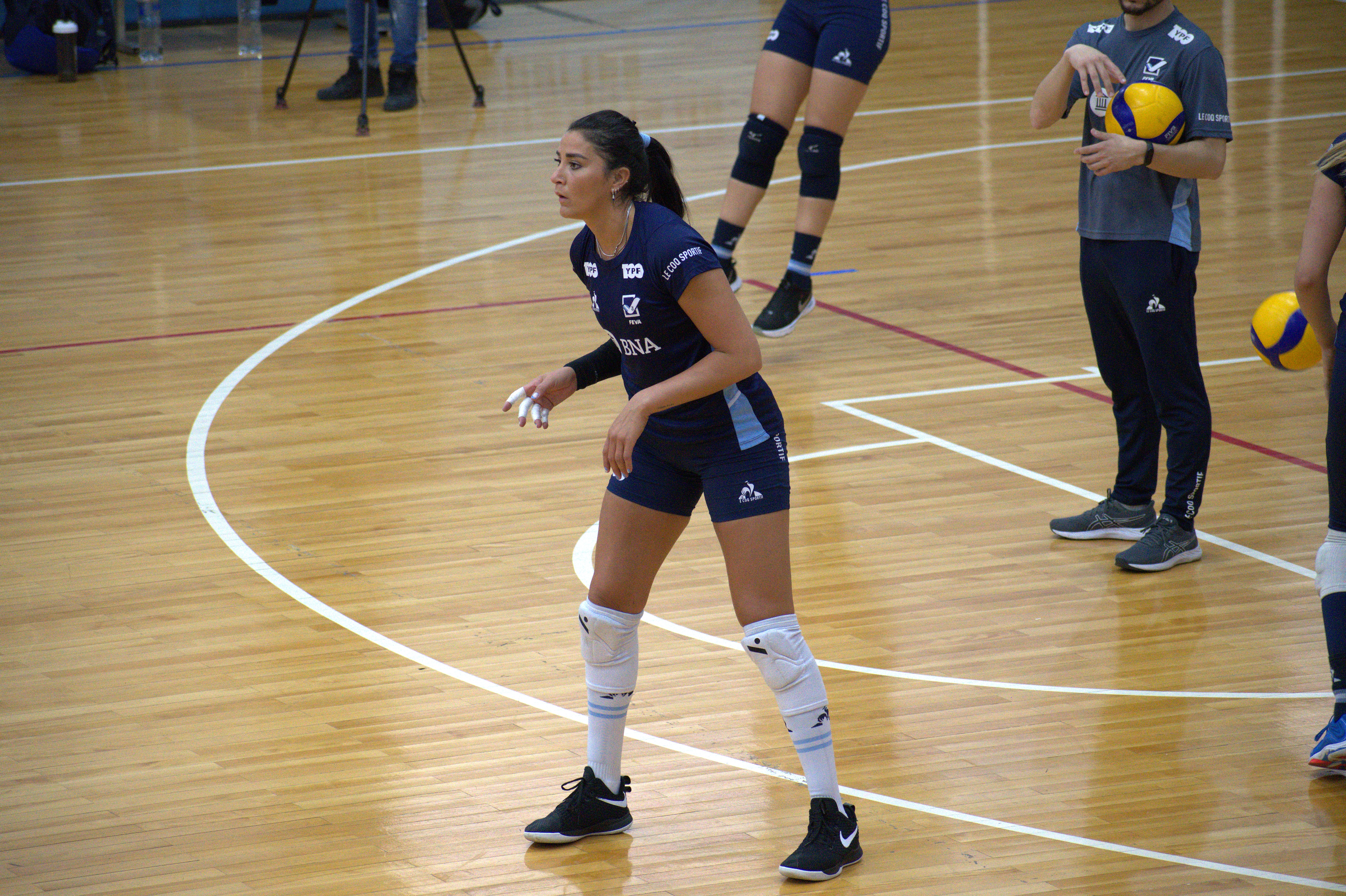
Yamila Nizetich reprezentantką Argentyny podczas treningu przed Mistrzostwami Świata 2022

Paula Yamila Nizetich (ur. 27 stycznia 1989 w Córdobie) – argentyńska siatkarka, reprezentantka kraju, grająca na pozycji przyjmującej.

## Przebieg kariery
| Lata      | Klub                     |
| --------- | ------------------------ |
| 2000–2005 | Banco Nacion Córdoba     |
| 2005–2007 | Olimpico Freyre          |
| 2007–2008 | Ícaro Palma              |
| 2008–2009 | SF Paris Saint Cloud     |
| 2009–2010 | Rote Raben Vilsbiburg    |
| 2010–2013 | SÉS Calais               |
| 2013–2014 | Beşiktaş JK              |
| 2014–2015 | Nilüfer Bursa Belediyesi |
| 2015–2017 | Seramiksan Spor Turgutlu |
| 2017–2018 | myCicero Pesaro          |
| 2018–2019 | Igor Gorgonzola Novara   |
| 2019–2020 | Bosca San Bernardo Cuneo |
| 2020–2021 | Béziers Volley           |
| 2021–2022 | Delta Despar Trentino    |
| 2022–2023 | AEK Ateny                |
| 2023–2025 | Olympiakos Pireus        |

## Sukcesy klubowe
Liga hiszpańska:
- 2008

Liga niemiecka:
- 2010

Puchar Challenge:
- 2014

Puchar Włoch:
- 2019

Liga włoska:
- 2019

Liga Mistrzyń:
- 2019

Liga francuska:
- 2021

Puchar Grecji:
- 2023[4], 2024[5], 2025[6]

Liga grecka:
- 2025[7]
- 2024[8]

Superpuchar Grecji
- 2024[9]

## Sukcesy reprezentacyjne
Mistrzostwa Ameryki Południowej Juniorek:
- 2006

Mistrzostwa Ameryki Południowej:
- 2009, 2011, 2023[10]

Puchar Panamerykański:
- 2023[11]
- 2013, 2015

Igrzyska Panamerykańskie:
- 2019

## Nagrody indywidualne
- 2006: Najlepsza zagrywająca Mistrzostw Ameryki Południowej Juniorek
- 2016: MVP i najlepsza przyjmująca Kontynentalnego Turnieju Kwalifikacyjnego do Igrzysk Olimpijskich w Rio de Janeiro
- 2017: Najlepsza przyjmująca turnieju Volley Masters Montreux
- 2023: MVP Pucharu Grecji[12]
- 2023: Najlepsza siódemka Mistrzostwa Grecji[13]